# Nationalpark Betung Kerihun
Der Nationalpark Betung Kerihun (vormals Bentuang Karimun) ist ein 8.000 km² großer Nationalpark Indonesiens, gelegen in der Provinz Westkalimantan auf Borneo nahe der Grenze zu Malaysia. Der Park wurde 1995 eingerichtet und umfasst eine Fläche von 8.000 km².
Es wurde vorgeschlagen zusammen mit dem 2000 km² großen Lanjak Entimau Wildschutzgebietes in Malaysia einen Weltkulturerbestandort namens "Transborder Rainforest Heritage of Borneo" zu bilden.

## Topographie und Ökologie
Das Gebiet des Nationalparks Betung Kerihun ist hügelig bis gebirgig, mit Höhen zwischen 150 und 1.800 m. Die Topographie ist durch steile Hänge charakterisiert, wobei Hänge mit über 45 % Neigung mehr als die Hälfte der Parkfläche einnehmen. Die höchsten Gipfel stellen Kerihun (1.790 m) und Lawit (1.767 m) dar. Der Park liegt am Oberlauf des Kapuas.
Der Park besteht größtenteils aus zwei Ökoregiomen, dem Borneo-Bergregenwald, welcher ungefähr zwei Drittel der Fläche einnimmt und dem Borneo-Tieflandregenwald.

## Flora und Fauna
in den Tiefland-Regenwäldern dominieren bei den Bäumen die Dipterocarpaceae-Arten, welche in höheren Lagen von Eichen (Quercus and Lithocarpus) und Scheinkastanien (Castanopsis) abgelöst werden. Wenigstens 97 Orchideenarten und 49 Palmarten (Arecaceae) wurden im Park identifiziert.
Die Fauna des Parks umfasst 300 Vogelarten (davon sind 25 endemisch in Borneo), wenigstens 162 Fischarten und mindestens 54 Säugetierarten. Der Park ist Heimat der bedrohten Borneo-Orang-Utans und sieben anderer Primaten-Arten: Grauer Gibbon, Weißstirnlangur, Maronenlangur, Südlicher Schweinsaffe, Javaneraffe, Sunda-Plumplori und Sunda-Koboldmaki.

## Menschliche Besiedlung
Mehrere Dayak-Stämme, darunter Dayak Iban, Dayak Taman und Dayak Bukat leben im Park. Es gibt 12 Dörfer im und um den Park, wovon sich zwei innerhalb des Parkes befinden (Nanga Bungan and Tanjung Lokang) und sechs an den Park angrenzend. Die Dayaks leben von der Jagd, dem Sammeln von Waldprodukten und Subsistenzlandwirtschaft auf der Basis von Wanderfeldbau.

## Schutz und Bedrohung
Auf dem Gebiet des heutigen Nationalparks Betung Kerihun wurde 1982 durch ein Dekret des Landwirtschaftsministerium ein 600.000 Hektar großes Naturreservat eingerichtet. 1992 wurde das Reservat auf 800.000 Hektar erweitert und 1995 wurde der Schutzstatus in einen Nationalpark umgewandelt. Die Betung Kerihun Parkverwaltung wurde 1997 durch das Forstministerium ins Leben gerufen. Derzeit beträgt das Personal 57 Vollzeitkräfte und 20 ehrenamtliche Mitarbeiter. Darunter sind 24 Parkranger, die für die Überwachung der vier Feldstationen in dem 800.000 Hektar großen Gebiet verantwortlich sind.
Wesentliche Bedrohungen für den Park stellen Entwaldung durch illegalen Holzeinschlag und Wilderei dar. Nach Daten des WWF aus dem Jahr 2002 wurden über 31.000 Bäume illegal im Park geschlagen. Berichte lassen vermuten, dass die Wilderei nach bedrohten Orang-Utans alarmierende Ausmaße angenommen hat. Über 10–15 Orang-Utans wurden jeden Monat aus Wäldern West- und Zentralkalimantans geholt für Abnahmemärkte in Indonesiens Großstädten, einschließlich Jakarta und Denpasar.